# Amblyeleotris delicatulus
Amblyeleotris delicatulus és una espècie de peix de la família dels gòbids i de l'ordre dels cipriniformes que es troba a Tanzània.